# シゴフミ
『シゴフミ』は、湯澤友楼原作のメディアミックス作品。2006年から2008年まで電撃文庫（メディアワークス）よりライトノベルが全4巻刊行された。2008年1月から同年3月にかけてテレビアニメが放送された。

## 概要
アニメと小説は共に同一の原案を基にしているが、登場人物やストーリーは別物である。また、初出は小説の方が早いが、原作が小説というのは誤りであり、湯澤友楼の原作をもとに小説やアニメが制作されているという表現が正しい。
基本的には1話完結形式で、死後文配達人とその相棒以外の登場人物は、各話で異なる。
なお、原作の「湯澤友楼」とは、本作のプロデューサー（湯川淳、大澤信博、松倉友二）とシリーズ構成（大河内一楼）の名前から1文字ずつ抜き出して組み合わせた、架空の名前である。
2008年1月15日には、Google検索上昇キーワードトップ10で本作は第7位を記録したことが、アサヒ・コムの「コミミ口コミ」で報じられた。

## ストーリー
想いを残したまま亡くなった人が大切な人へ宛てて書いた手紙「死後文」（シゴフミ）を届ける「死後文配達人」の少女・フミカと、その相棒の喋る杖・カナカ、そして死後文に関わった人たちの姿を描く。

## 登場人物

### 小説版
文伽（フミカ）
死後文配達人の少女。アニメのフミカと同じく、クールで淡々とした性格だが一人称は「私」で女言葉で話す。恥ずかしくなると、帽子を目深に被る。虫が大の苦手で、触ることもできない。将棋が得意（ただし全手を直感で指す）、またフミカに比べ、配達員であることに誇りを持ち、それを貶す者は許さない。その一方で陰ながら関わった人間を助けようとしたり、悲しんだりするなど不器用な優しさもある。昔から時間にルーズな所がある。
自らも死後文を届けたい相手がいる。また、生前「文歌」という配達員に死後文を送り届けられたことがある（第3巻冒頭。また、その会話の内容、服装、背景からアニメ版第10話に登場した「文伽」と同一人物ではないかという見方もできる。事実、アニメ版第10話DVDのオーディオコメンタリーで監督の佐藤竜雄が「同一人物」と明言している。ただし、髪の色や一部の設定など異なっている部分はある）。
マヤマ
文伽が持っている大きな杖（通称「アロンズ」、マヤマ自身は「マジックアイテム」と称する）。少年の声で話し、文伽の職務をサポートする。上の許可さえ取れれば、空間を捻じ曲げたりすることもできるらしい。いつも文伽に言い負かされており、将棋でも彼女には一度も勝ったことがない。ただし、文伽が読めなかったフランス語を読む際などに反撃するなどやたら彼女に対して対抗意識を持っている。
文伽の知らないところで、人間を知るため、文伽に勝つため、日本人の文化や人間の娯楽について日夜研究（リサーチ）している。スケジュールの管理に苦労しながらも文伽に合わせているのに、彼女に半人前扱いされていることに不満を抱いている（文伽曰く甘やかすと調子に乗って仕事が疎かになるかららしい）。
沙音（さおん）
三巻から登場した死後文配達人。配達人として深い経験と優秀な実績を持ち、生前の文伽とも関係がある。文伽同様クールな性格だが、穏やかな空気を纏っている。かつては日本を担当していたが、その後、紛争中の国もしくは地域を担当。
仕事中、死後文を届けずに破棄するという事件を起こし捕縛、裁断されかけるも過去の実績も考慮され、現在は白一色の世界で幽閉されている。
アスア
沙音が持つ「アロンズ」。沙音が幽閉されてからは所有者不在になっていたが、マヤマと流礼の台詞から、文伽が配達人になった際に「アスア」が「マヤマ」として生まれ変わったと考えられる。
流礼（るれい）
四巻で登場した死後文配達人の少女。明るく元気な性格の持ち主だが、子供っぽい性格が仕事に支障をきたしている。本人曰く「超絶美少女」だが、相棒であるゼルゼ曰く「駄々っ子小娘」「無能な配達員」文伽も「騒がしい子」と馬鹿にされていた。シゴフミを書く者に選定された（死後の）文伽を担当。当初は文伽の態度に激怒したり、男子に人気がある彼女に嫉妬したりするが過去の文伽を見る内に次第に彼女の本当の素顔を知り、文伽の記憶とその中にいた沙音の姿を見て、文伽に死後文配達人となることを提案した。
ゼルゼ
流礼が持つ「アロンズ」。しゃべり口調はぶっきらぼう。余裕を持って組んだスケジュールも、流礼に振り回されている。そのため、上（ガンドルフィ）から説教を受けることが多く彼女に憎まれ口を叩いている（所謂喧嘩友達的な関係である）。死人になった頃の文伽を高く評価しており、彼女の考えを理解したり、流礼より頭の良い美少女だと言っている。実は魔法少女マニア疑惑がある。

### アニメ版

#### メインキャラクター
フミカ
声 - 植田佳奈
本作の主人公兼ヒロイン。死後文配達人をしている、謎の少女。一人称は「ボク」。ぶっきらぼうだが真面目な性格で、死後文を渡すためなら多少強引な手段も取る。持ち歩いている銃は脅しにしか使わないため、自己防衛の際は肉弾戦となる。ネコが苦手で、たくさんのネコに寄られると気を失ってしまう。小説版の文伽に比べ、あまり他人に関わろうとはしない。
正体は、文歌がキラメキから虐待を受けた際に生まれた、彼女の「弱さ」を司るもう1つの人格。本来は活発かつボーイッシュな性格で主人格の文歌がフミ、もう1人の人格のフミカがミカであり、互いに「フミちゃん」「ミカ」と呼び合う唯一の友達同士であった。キラメキの虐待に耐えかね、主人格の文歌を守るためにキラメキの銃コレクションの1つで彼を撃つ。その後、文歌がショックで昏睡状態に陥ったことから戻る肉体を失ったため、実質的に死人扱いを経て配達人となった。キラメキを撃った銃を自分から文歌への死後文として持ち歩いており、彼女が目覚めた際に自分=弱さを撃たせて消し去るべく、文歌の眠る病院付近を配達地域に決めて彼女が目覚める日を待ち続ける。夏香と交流するうちに性格も柔らかくなり、最終回では、フミカの本体にして友人でもある文歌と本音をぶつけ合うようになる。今でも主人格である文歌のことが好きで「配達人姿のフミちゃん、可愛かった」と赤くなるため、カナカから呆れ返られていた。
全配達人中唯一年を取る（成長する）が、これはフミカの本体である文歌が肉体的には死んでいないためである。第8話では要と夏香が、第9話でチアキもその事実を知る。
カナカ
声 - 松岡由貴
フミカが持つ大きな杖。フミカが発声する番号に応じてさまざまな能力を発揮し、彼女の職務をサポートする。性別は女性。寡黙なフミカとは対照的に明朗快活な性格で頻繁に喋り、他のアロンズとは違って人間になる夢を持っているうえ、「立つ」「寝る」など人間のような行動をするが、それを見た他人に（本人が杖なので）そう見えないと指摘されると怒る。マトマとは仲が良くない。

### サブキャラクター
野島 要（のじま かなめ）
声 - 寺島拓篤
本作の準主人公。透と大輝の友達。文歌とは中学時代の同級生で、仲も良かった。フミカの顔と銃を見て、彼女が文歌ではないかと思い始める。文歌のことが好きだったが、中学時代に告白するも振られてしまっている（しかし、フミカは「嫌いではなかった」と言っている）。しかし、今でも文歌のことが気になっているらしい（実は、要が好きになったのは本人格である文歌ではなくフミカ【ミカ】のほうであり、イヌから文歌を守ろうとした彼女に一目惚れしていた）。
野島 辰巳（のじま たつみ）
声 - 野島昭生
要の父親で刑事。通称「ノジさん」。温かさと厳しさを併せ持っている。
葛西 夏香（かさい なつか）
声 - 千葉紗子
本作の準ヒロインの1人。要の中学時代の同級生。文歌とは友達同士であり、要には密かに想いを寄せていた。好きなタイプは頭のいい人。好きな人ができると、その人と同じ本を読むらしい。時代劇マニア。
チアキ/清澄 千章（きよすみ ちあき）
声 - 浅野真澄
50年以上前に交通事故で死亡し、死後文配達人となった少女。フミカの同僚だが、配達地域が異なるために地上で出会う機会は少ない。
フミカより陽気な性格をしており、配達の仕事はややいい加減。また、貧乳であることにコンプレックスを持っているが、これは死後文配達人の体型が生前最期の時点のものに基き、半永久的に維持されているため。自分と違う特殊な経歴と共に肉体が緩やかな成長を続けているフミカには、興味を示している。配達人としてはフミカの先輩に当たるが、いつも彼女にちょっかいを出しては軽くあしらわれるといった、悪友的な関係である。
第9話では、交通事故が恋人の清澄才蔵と同乗した自動車で彼にプロポーズされた直後、わき見運転の車によるものでもあったことが明かされるが、生き残った才蔵は千章への思いから結婚せず、養子を取るだけで老後まで独身を貫いた末、死去したことも明かされる。まもなく、千章が見た才蔵の死後文である清澄家の墓には、彼の妻として千章の名が刻まれていた。
マトマ
声 - 加藤将之
チアキのサポートをしている、喋る大きな杖。性別は男性。同様の立場に在るカナカとは正反対に、非常に効率的で理知的なモノの言い方をする。そのため、カナカとは意見が合わず対立しがちで彼女から「トマトジュース」と呼ばれているが、ピクチャードラマでは本心ではカナカに好意を持っている節がある（ただし、カナカはまったく気づいていない）。
美川 文歌（みかわ ふみか）
声 - 仙台エリ
本作の準ヒロインの1人。要や夏香と仲の良かった少女でフミカの主人格。引っ込み思案な性格。かつてフミカが父親を銃で撃ったことを自分が行ったものと思い込んだショックから病院で眠り続けていたが、目を覚ます。目覚めてしばらくは昏睡前のことを思い出せずにいたが、偶然手にしたキラメキの本から全てを思い出し、フミカから「事件の真実」を聞かされる。そして「ある決意」を固めて行動を起こすが、それが裏目に出て自分だけでなく、周囲の人までも傷つけてしまう。全てを断ち切るために銃で自らを撃とうとするが、再び現れたフミカに止められて口喧嘩するも互いの存在を認め合い、和解した。
美川 キラメキ（みかわ キラメキ）
声 - 小山力也
文歌の父親で、人気作家。美しいモノが好きで、美しさに至上の価値があると思っており、逆に醜いモノが大嫌い。かつては優しい父親であったが、いつからか「芸術」と称して文歌を虐待するようになった（文歌の身体を原稿代わりに用い、下書きをしていた）。それが原因でフミカに撃たれて一命は取り止めたものの、キラメキもまた娘を失ったことで小説を書けなくなってしまう。しかし、春乃が担当につき、文歌の入院費用を捻出するためにまた小説を書き始めた。
葛西 春乃（かさい はるの）
声 - 折笠富美子
夏香の姉。出版社の編集部に3年勤めているにもかかわらずコピー係であったが、彼女がファンであるキラメキの担当に抜擢され、嬉しく思っている。見た目こそ頼りないが、娘を失ったことで原稿が書けなくなったと甘えるキラメキに活を入れて書けるようにするなど、ここ一番で頼れる存在。また、マヨラーでもあり、すき焼きを食べる時の溶き卵にもマヨネーズを入れるほど。

## 小説
アニメ版と同じ原案を基にした、外伝的作品としての先行ノベライズ。登場人物はアニメ版と違うが、死後文配達人と相棒以外の人物が毎回違うなどの部分は同じ。

### 既刊一覧
- 雨宮諒（著） / 湯澤友楼（原案） / ポコ（イラスト） 『シゴフミ 〜Stories of Last Letter〜』 メディアワークス〈電撃文庫〉、全4巻
  1. 2006年10月25日初版発行（10月10日発売）、ISBN 4-8402-3591-0
  2. 2007年3月25日初版発行（3月10日発売）、ISBN 978-4-8402-3765-9
  3. 2007年11月25日初版発行（11月10日発売）、ISBN 978-4-8402-4065-9
  4. 2008年3月25日初版発行（3月10日発売）、ISBN 978-4-8402-4187-8

## テレビアニメ
2008年1月から同年3月まで、全国独立U局とBS11にて放送された。
第3話と第8話は、「社会情勢に配慮して内容を一部修正して放送」された。サンテレビでは第6話が放送されなかったが、放送当日以前にGIGAZINEが同局へ問い合わせてみたところ、「内容が不適切」と理由を返答されたという。
テレビ未放送の第13話は、DVD第7巻に収録されている。

### スタッフ
- 原作 - 湯澤友楼[4]
- 監督 - 佐藤竜雄[4]
- 副監督 - 桜美かつし
- シリーズ構成・脚本 - 大河内一楼[4]
- キャラクター原案 - 黒星紅白[4]
- キャラクターデザイン - 川上哲也[4]
- プロップデザイン - 岡本真由美
- ビジュアルコンセプト - 鈴木政彦
- 美術監督 - 白石誠[4]
- 色彩設計 - 店橋真弓[4]
- 撮影監督 - 大河内喜夫[4]
- 編集 - 西山茂[4]
- 音響監督 - 鶴岡陽太[4]
- 音楽 - 七瀬光[4]
- プロデュース - ジェンコ[4]
- プロデューサー - 湯川淳、大澤信博、松倉友二
- アニメーション制作 - J.C.STAFF[4]
- 製作 - バンダイビジュアル、ジェンコ

### 主題歌
オープニングテーマ「コトダマ」
作詞 - 宝野アリカ / 作曲・編曲 - 片倉三起也 / 歌 - ALI PROJECT
エンディングテーマ「Chain」
作詞 - こだまさおり / 作曲・編曲 - ぺーじゅん / 歌 - Snow*

### 各話リスト
| 話数 | サブタイトル | 絵コンテ   | 演出       | 作画監督                                   | 総作画監督          | DVD収録           |
| ---- | ------------ | ---------- | ---------- | ------------------------------------------ | ------------------- | ----------------- |
| 1    | コクハク     | 佐藤竜雄   | 桜美かつし | 川上哲也                                   | -                   | 一通目 （第1巻）  |
| 2    | ロケット     | 佐藤竜雄   | 長井龍雪   | 岡本真由美                                 | 川上哲也            | 一通目 （第1巻）  |
| 3    | トモダチ     | 佐藤卓哉   | 桜美かつし | 清水明日香、吉田尚人 野村芙沙子            | 川上哲也            | 二通目 （第2巻）  |
| 4    | ナミダ       | 木村真一郎 | 矢吹勉     | 高野和史、ひのたかふみ                     | 川上哲也            | 二通目 （第2巻）  |
| 5    | タダイマ     | 柳沢テツヤ | 上田繁     | 倉狩真吾、木本茂樹 梶谷光春                | 川上哲也            | 三通目 （第3巻）  |
| 6    | サケビ       | 二瓶勇一   | 橋本敏一   | 野村芙沙子、冨岡寛                         | 川上哲也            | 三通目 （第3巻）  |
| 7    | キラメキ     | 佐藤竜雄   | 長井龍雪   | 岡本真由美                                 | 川上哲也            | 四通目 （第4巻）  |
| 8    | ハジマリ     | 佐藤竜雄   | 桜美かつし | 岩瀧智                                     | 川上哲也            | 四通目 （第4巻）  |
| 9    | サイカイ     | 下田正美   | 鈴木行     | 吉田隆彦、吉田尚人 田畑昭、加藤園 橋口隼人 | 川上哲也 野村芙沙子 | 五通目 （第5巻）  |
| 10   | デアイ       | 二瓶勇一   | 矢吹勉     | 佐古宗一郎、高野和史 ひのたかふみ          | 川上哲也            | 五通目 （第5巻）  |
| 11   | メザメ       | 須間雅人   | 長井龍雪   | 岩瀧智、野村芙沙子 杉本功、岡本真由美      | 川上哲也            | 六通目 （第6巻）  |
| 12   | シゴフミ     | 佐藤竜雄   | 桜美かつし | 川上哲也、吉田尚人 清水明日香、岩瀧智      | 川上哲也            | 六通目 （第6巻）  |
| 13   | ソレカラ     | 佐藤竜雄   | 桜美かつし | 川上哲也                                   | -                   | 七通目 （最終巻） |

### 放送局
| 放送地域 | 放送局             | 放送期間                | 放送日時           | 放送系列       | 備考             |
| -------- | ------------------ | ----------------------- | ------------------ | -------------- | ---------------- |
| 千葉県   | チバテレビ         | 2008年1月5日 - 3月22日  | 土曜 25:35 - 26:05 | 独立UHF局      |                  |
| 神奈川県 | tvk                | 2008年1月5日 - 3月22日  | 土曜 26:30 - 27:00 | 独立UHF局      |                  |
| 埼玉県   | テレ玉             | 2008年1月7日 - 3月24日  | 月曜 26:00 - 26:30 | 独立UHF局      |                  |
| 京都府   | KBS京都            | 2008年1月8日 - 3月25日  | 火曜 25:30 - 26:00 | 独立UHF局      |                  |
| 東京都   | TOKYO MX           | 2008年1月8日 - 3月25日  | 火曜 26:00 - 26:30 | 独立UHF局      |                  |
| 兵庫県   | サンテレビ         | 2008年1月8日 - 3月25日  | 火曜 26:10 - 26:40 | 独立UHF局      | 第6話は未放送    |
| 三重県   | 三重テレビ         | 2008年1月10日 - 3月27日 | 木曜 27:05 - 27:35 | 独立UHF局      |                  |
| 日本全域 | BS11               | 2008年1月11日 - 3月28日 | 金曜 23:00 - 23:30 | BSデジタル放送 | ANIME+枠内       |
| 岐阜県   | 岐阜放送           | 2008年1月13日 - 3月30日 | 日曜 25:35 - 26:05 | 独立UHF局      |                  |
| 日本全域 | バンダイチャンネル | 2008年1月14日 - 3月31日 | 月曜 12:00 更新    | ネット配信     |                  |
| 日本全域 | AT-X               | 2008年3月5日 - 5月21日  | 水曜 11:00 - 11:30 | CS放送         | リピート放送あり |

### 映像特典
DVD各巻収録の映像特典ピクチャードラマ。全7話。第3話と第6話は絵コンテ漫画になっている。

#### ピクチャードラマ登場人物
蓮根 拓真（はすね たくま）
声 - 坂本梓馬
第2話に登場。自分の知らない差出人「カスガ ソウイチロウ」からの死後文を受け取った少年。ソウイチロウから角膜を移植されている。

#### サブタイトル
| 話数                    | サブタイトル   | 脚本       | 作画     | 監修     | コンテ   |
| ----------------------- | -------------- | ---------- | -------- | -------- | -------- |
| ピクチャードラマ 一通目 | 「でーと」     | 大河内一楼 | 黒星紅白 | 佐藤竜雄 | -        |
| ピクチャードラマ 二通目 | 「ひとみ」     | 大河内一楼 | ポコ     | 佐藤竜雄 | -        |
| ピクチャードラマ 三通目 | 「ひげ」       | 大河内一楼 | -        | 佐藤竜雄 | 佐藤竜雄 |
| ピクチャードラマ 四通目 | 「どいがき」   | 大河内一楼 | 黒星紅白 | 佐藤竜雄 | -        |
| ピクチャードラマ 五通目 | 「よびだし」   | 大河内一楼 | 川上哲也 | 佐藤竜雄 | -        |
| ピクチャードラマ 六通目 | 「つえ」       | 大河内一楼 | -        | 佐藤竜雄 | 佐藤竜雄 |
| ピクチャードラマ 七通目 | 「こもりうた」 | 大河内一楼 | 川上哲也 | 佐藤竜雄 | -        |

### DVD/BD
各巻は「1巻」「2巻」ではなく「一通目」「二通目」と表記・呼称されているが、便宜上ここでは「巻」で表記する。
DVDは全7巻構成。第1巻から第6巻までは、テレビ放送分の全12話を各巻2話ずつ収録。第7巻は、テレビ放送最終話である第12話から数か月後の後日談として、第13話「ソレカラ」を収録。また、2010年4月23日には『EMOTION the Best シゴフミ DVD-BOX』が発売された。
各巻には特典として「12Pライナーノーツ」「ピクチャードラマ」「オーディオコメンタリー」、初回版のみさらに「レターセット」が収録されている。ピクチャードラマは、大河内一楼による脚本とキャラクター原案の黒星紅白（第1巻、第4巻）、キャラクターデザイナーの川上哲也（第5巻、第7巻）、小説版イラストレーターのポコ（第2巻）によるカラーイラスト、キャストによるオリジナルのショートドラマ。第3巻と第6巻は、佐藤竜雄が描いた絵コンテ風のビジュアルで制作されている。
2014年3月26日にはBlu-ray BOXが発売された。本作はテレビ放送時からHDで制作されていたため、これがHDマスターでの初収録となる。

### CD
コトダマ
2008年1月23日発売 LHCM-1039
歌：ALI PROJECT
テレビアニメーション「シゴフミ」オープニングテーマ
Chain
2008年2月6日発売 LACM-4456
歌：Snow*
テレビアニメーション「シゴフミ」エンディングテーマ
シゴフミ オリジナルサウンドトラック
2008年3月26日発売 LACA-5755
音楽：七瀬光
テレビアニメーション「シゴフミ」サウンドトラック
シゴフミ マル秘日報 CD
ラジオ番組『シゴフミ マル秘日報』のDJCD。詳細はシゴフミ マル秘日報#CDを参照。

### ラジオ
『シゴフミ ㊙日報』（シゴフミ まるひにっぽう）は、声優の植田佳奈（フミカ役）と浅野真澄（チアキ役）がパーソナリティを務めたラジオ番組（アニラジ）。
インターネットで配信されるネットラジオとして、BEAT☆Net Radio!にて2007年12月28日と2008年1月4日のプレ放送（『シゴフミ』の作品紹介、各コーナーの紹介および募集などを行った）を経て2008年1月11日から毎週金曜更新の本放送となる。さらに2008年4月6日からはラジオ大阪にて地上波での放送（AM放送）も開始された（第15回ネット配信より告知）。インターネット配信は2008年7月4日の第26回放送で終了。放送回数はプレ放送2回＋本放送26回の計28回。
主要スポンサーはバンダイ。

#### 主なコーナー
福音局お笑い検閲
リスナーから一行で笑えるメッセージを募集して、パーソナリティ二人が検閲、面白いと思ったものには笑いの消印を押す。大抵のメールに植田が笑ってしまう為、浅野が「どこが面白いの？」と突っ込む場面が多々ある。タイトルに「一行」とあるが、特に字数制限は無いので、実際にはかなり長いものもある。
魅惑のスパム・ルーム
もし、こんな件名のスパムメールが来たら絶対に開いてしまう・・・というような魅惑メールの件名をリスナーから募集するコーナー。普段の番組内での互いの呼称は「佳奈ちゃん」「ますみん」だが、このコーナーでは魅惑的？な女性の役柄になる為、植田佳奈は浅野真澄に対して「お姉さま」、浅野真澄は植田佳奈に対して「ノンノン」と呼んでいる。
フミダス2008
心にグサリと刺さるフレーズ（単語、単文）をリスナーから募集し、用意された3つのフレーズを、互いにABCの3択で指定されたテーマ（例：ラブレター）の文章に仕上げるという言葉遊びのコーナー。心に刺さると言うより単に「おかしな言葉」である事が多い（例：テレビを持って走る快感）。
宣伝販促コーナー
シゴフミのキャラであるフミカ（植田）、チアキ（浅野）が番組関連商品の宣伝をするコーナー。
ふつおたコーナー
リスナーからのふつおたを紹介するコーナー

#### 主題歌
テレビアニメと同じく、オープニングにALI PROJECTの「コトダマ」、エンディングにSnow*の「Chain」が用いられている。

#### 放送局
ネット配信
- 配信サイト：BEAT☆Net Radio!
- 配信日：毎週金曜日更新
- 配信期間：2008年1月11日 - 2008年7月4日

AM放送
- 放送局：ラジオ大阪（1314 V-STATION枠内）
- 放送日時：毎週日曜日 23時00分 - 23時30分
- 放送期間：2008年4月6日 - 2008年7月6日

#### CD
シゴフミ マル秘日報 CD 一通目
2008年6月25日発売 LACA-5794
パーソナリティ：植田佳奈（フミカ役）、浅野真澄（チアキ役）
ゲスト：佐藤竜雄（テレビアニメ「シゴフミ」監督）
ラジオ『シゴフミ マル秘日報』の DJCD。新規収録CDとプレ放送＋第13回までの配信内容をMP3データとして収録したCD-ROMの2枚組。新規収録CDは、本放送のコーナーである「魅惑のスパム・ルーム」「フミダス2008」の他に、出演者のトーク「マル秘日報」とお便りを紹介する「ゆうび〜ん」で構成されている。なお、「魅惑のスパム・ルーム」をはじめ全てのコーナーで紹介されるお便りは、本放送とは異なり番組リスナーからではなく全てアニメーション『シゴフミ』の製作スタッフおよび関係者から実名あるいは匿名で提供されたものを使用している。
シゴフミ マル秘日報 CD 二通目
2008年7月23日発売 LACA-5797
パーソナリティ：植田佳奈（フミカ役）、浅野真澄（チアキ役）
ゲスト：シゴフミSTAFF
ラジオ『シゴフミ マル秘日報』の DJCD。新規収録CDと第14回〜第26回までの配信内容をMP3データとして収録したCD-ROMの2枚組。新規収録CDは「ゆうび〜ん」と「恐怖のインタビュー」が交互に差し込まれた構成になっており、「ゆうび〜ん」はパーソナリティである植田佳奈と浅野真澄のそれぞれから相方やシゴフミスタッフへ宛てた手紙を読み上げている。「恐怖のインタビュー」は、シゴフミの番組打ち上げ会場の一角にパーソナリティの二人が構えて、そこへ打ち上げ中の佐藤竜雄監督を始めとするシゴフミスタッフを次々と呼びつけてインタビュートークを繰り広げるというものであった。

#### 補足
- ラジオ大阪での放送に合わせて4月4日更新分から番組が30分に収まる内容となっていた。この枠の後番組は7月13日以降の3週分が「ソングトレイン1314」、8月以降は「香菜とあゆみのまよらじアンコール」が放送されている。